# Pseudotropheus lucerna
Pseudotropheus lucerna là một loài cá thuộc họ Cichlidae. Nó được tìm thấy ở Malawi và Mozambique. Môi trường sống tự nhiên của chúng là hồ nước ngọt.